# تأثير نوسيبو

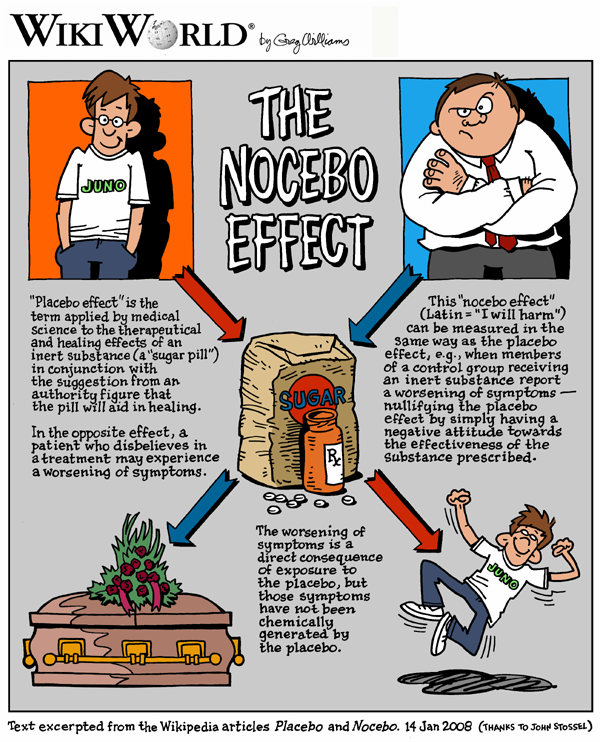

يقال إن تأثير نوسيبو (المرض الوهمي) قد حدث حين تؤدي توقعات المريض بشأن علاج ما إلى أن يُسبب هذا العلاج تأثيرًا أسوأ مما كان سيحدث في حال عدم تلقيه. على سبيل المثال، عندما يتوقع المريض حدوث تأثير جانبي لدواء ما، فإنه قد يشعر بهذا التأثير وإن كان «الدواء» في الواقع مادة خاملة. يُقال إن المفهوم المُكمِّل، وهو تأثير البلاسيبو (العلاج الوهمي)، قد حدث حين تؤدي التوقعات إلى تحسين النتيجة.
بصورة عامة، يُعرّف تأثير النوسيبو بأنه الإصابة بالمرض لمجرد توقع حدث مؤذٍ، سواء بشكل واعٍ أو غير واعٍ. ويشمل هذا التعريف الأحداثَ المتوقعة بخلاف العلاج الطبي. وقد طُبّق هذا على متلازمة هافانا، حيث كان الضحايا المزعومون يتوقعون هجمات من أعداء أجانب. ينطبق هذا التعريف أيضًا على حالات الحساسية المفرطة الكهرومغناطيسية (فرط الحساسية الكهرومغناطيسية).
من المفترض أن يمتلك تأثير البلاسيبو وتأثير النوسيبو منشأً نفسيًا لكنهما قد يُحرضان تغييرات قابلة للقياس في الجسم. ذكرت إحدى المقالات التي راجعت 31 دراسة حول تأثيرات النوسيبو طيفًا واسعًا من الأعراض التي قد تمثّل تأثيرات النوسيبو، بما فيها الغثيان، وآلام المعدة، والحكة، والانتفاخ، والاكتئاب، ومشاكل النوم، وفقدان الشهية، والعجز الجنسي، وانخفاض ضغط الدم الشديد.

## أصل الكلمة والاستخدام
صاغ والتر كينيدي مصطلح نوسيبو (باللاتينية nocēbō أي «سوف أؤذي»، من كلمة noceō أي «أؤذي») في عام 1961 للإشارة إلى نظير المصطلح بلاسيبو (باللاتينية placēbō أي «سوف أُرْضِي»، من كلمة placeō أي «أُرْضِي»)، وهو مادة قد تُنتج تأثيرًا مفيدًا، أو صحيًا، أو مُريحًا، أو مرغوبًا. أكد كينيدي أن استخدامه لمصطلح نوسيبو يشير بدقة إلى استجابة متمحورة حول الشخص، وهي صفة «متأصلة في المريض لا في العلاج». أي أنه رفض استخدام المصطلح للإشارة إلى الآثار الجانبية السلبية المُحرَّضة دوائيًا مثل طنين الأذنين الناجم عن الكينين. هذا لا يعني أن استجابة المريض المحرضة نفسيًا قد لا تتضمن آثارًا فيزيولوجية. على سبيل المثال، قد يؤدي توقع الألم إلى إثارة القلق، ما يؤدي بدوره إلى إطلاق الكوليسيستوكينين، الذي يسهل نقل الألم.

## الاستجابة
بالمفهوم الضيق للكلمة، تحدث استجابة النوسيبو عندما تتفاقم أعراض شخص خاضع لتجربة دوائية نتيجة إعطائه علاجًا خاملًا أو مُزيَّفًا أو مقلّدًا (مُحاكيًا)، يُسمّى بلاسيبو (علاج وهمي). لا تحتوي العلاجات الوهمية على أي مواد كيميائية (أو أي عوامل أخرى) قد تُسبب أي تفاقم مُلاحظ في أعراض الشخص، لذا فإن أي تغير نحو الأسوأ يجب أن يكون ناتجًا عن عوامل شخصية. قد تُؤدي التوقعات السلبية إلى زوال التأثيرات المُسكنة للأدوية المُخدرة.
إن تفاقم أعراض الشخص أو تناقص التأثيرات المفيدة هو نتيجة مباشرة لتعرضه للبلاسيبو، لكن البلاسيبو لا يُولّد تلك الأعراض كيميائيًا. ولأن توليد الأعراض هذا يستلزم مجموعة من الأنشطة «الداخلية للفرد»، فلا يمكننا أبدًا التحدث بالمعنى الدقيق للكلمة عن «تأثيرات النوسيبو» المتمحورة حول المُحاكي، بل فقط عن «استجابات النوسيبو» المتمحورة حول الفرد. يعزو بعض المراقبين استجابات النوسيبو (أو استجابات البلاسيبو) إلى سذاجة الشخص، ولكن لا يوجد دليل على أن الشخص الذي يُظهر استجابة نوسيبو/بلاسيبو لعلاج ما سيُظهر استجابةً مماثلةً لأي علاج آخر؛ أي أنه لا توجد سمة أو نزعة ثابتة للاستجابة للنوسيبو/البلاسيبو.
لم يجد مكغلاشان وإيفانز وأورن أي دليل في عام 1969 على ما أسمَوه شخصية البلاسيبو. في عام 1954، وجد لازانيا، وموستيلر، وفون فيلسينجر، وبيتشر في دراسة مصممة بعناية أنه لا توجد أي طريقة يمكن للمراقب من خلالها تحديد أيٍّ من الأشخاص سيُظهر ارتكاسات للبلاسيبو وأيٍّ منهم لن يفعل، وذلك عن طريق الاختبار أو المقابلة. أظهرت التجارب عدم وجود علاقة بين قابلية شخص ما للتنويم المغناطيسي وما يُظهره من استجابات للنوسيبو أو البلاسيبو.
استنادًا إلى نموذج سيميائي حيوي (2022)، يشرح غولي كيف تؤدي توقعات الضرر و/أو الشفاء إلى صورة متعددة الأنماط وتُشكل مشاعر داخلية مؤقتة متقلّبة أو مستتبّة، ويوضح كيف تؤدي التجارب المتكررة لجسم محتمل إلى تغييرات فوق جينية وتشكّل جاذبات جديدة، مثل النوسيبو والبلاسيبو، في الجسم الفعلي.

## الآثار

### الآثار الجانبية للأدوية
نتيجةً لتأثير النوسيبو، ثبت أن تحذير المرضى من الآثار الجانبية للأدوية قد يساهم في حدوثها، سواء أكان الدواء حقيقيًا أم لا. لوحظ هذا التأثير في التجارب السريرية: وفقًا لإحدى المراجعات في عام 2013، كان معدل التسرب (الانسحاب) بين المرضى المعالجين بالبلاسيبو في تحليل تلوي لـ41 تجربة سريرية حول علاجات مرض باركنسون 8.8℅. وجدت إحدى مراجعات عام 2013 أن 1 من كل 20 مريضًا تقريبًا يتلقون البلاسيبو في التجارب السريرية حول الاكتئاب قد انسحبوا بسبب الآثار السلبية، والتي يُعتقد أنها ناجمة عن تأثير النوسيبو.
في شهر يناير من عام 2022، خلصت مراجعة منهجية وتحليل تلوي إلى أن استجابات النوسيبو كانت مسؤولة عن 72% من الآثار السلبية بعد الجرعة الأولى من لقاح كوفيد-19 وعن 52% منها بعد الجرعة الثانية.
يُظهر العديد من الدراسات أن تشكيل استجابات النوسيبو يتأثر بالتثقيف الصحي والعمل الإعلامي غير الملائمَين، وبصُنّاع الخطاب الآخرين الذين يُثيرون القلق الصحي والتوقعات السلبية.
توصل باحثون يدرسون الآثار الجانبية للستاتينات في المملكة المتحدة إلى أن نسبة كبيرة من الآثار الجانبية المُسجلة غير مرتبطة بأي سبب دوائي، بل كانت متعلقة بتأثير النوسيبو. في المملكة المتحدة في عام 2013، تسببت الدعاية حول الآثار الجانبية الظاهرة بتوقف مئات الآلاف من المرضى عن تناول الستاتينات، ما أدى إلى حدوث 2,000 حالة قلبية وعائية إضافية في السنوات اللاحقة.

### الحساسية المفرطة الكهرومغناطيسية
تشير الأدلة إلى أن أعراض الحساسية المفرطة الكهرومغناطيسية (فرط الحساسية الكهرومغناطيسية) ناجمة عن تأثير النوسيبو.

### الألم
قد يؤدي الاقتراح اللفظي إلى فرط التألم (زيادة الحساسية للألم) والألم الخيفي (إدراك المنبه اللمسي على أنه منبه مؤلم) نتيجة لتأثير النوسيبو. يُعتقد أن فرط التألم بسبب النوسيبو ينطوي على تفعيل مستقبلات الكوليسيستوكينين.

## غموض الاستخدام الطبي
يزعم ستيوارت ويليامز وبود أن استخدام المصطلحين المتناقضين «البلاسيبو» و«النوسيبو» للعوامل الخاملة التي تخلق نتائج مُريحة أو مُعززة للصحة أو مرغوبة، ونتائج مُزعجة أو مُضعفة للصحة أو غير مرغوبة (على التوالي) هو أمرٌ غير مُجدٍ إلى حد كبير. على سبيل المثال، يُمكن للعوامل الخاملة نفسها أن تؤدي إلى تسكين الألم وفرط التألم، ووفقًا لهذا التعريف، تُعد الأولى بلاسيبو والثانية نوسيبو.
المشكلة الثانية هي أن التأثير نفسه، مثل التثبيط المناعي، قد يكون مرغوبًا لدى شخص مصاب باضطراب مناعي ذاتي، ولكنه غير مرغوب لدى معظم الأشخاص الآخرين. وبالتالي، سيكون التأثير بلاسيبو في الحالة الأولى، ونوسيبو في الحالة الثانية. المشكلة الثالثة هي أن الطبيب الذي يصف الدواء لا يعرف ما إذا كان الأشخاص المعنيون يعتبرون التأثيرات التي يتعرضون لها مرغوبة أم غير مرغوبة إلا بعد مرور بعض الوقت على تطبيق الأدوية. المشكلة الرابعة هي أن نفس الظواهر تتولد لدى جميع الأشخاص، ويُولِّدها نفس الدواء الذي يعمل بنفس الآلية لدى جميع الأشخاص. ومع ذلك، ونظرًا إلى أن الظواهر المعنية قد اعتُبرت مرغوبة شخصيًا لدى مجموعة واحدة لا لدى الأخرى، يجري الآن تصنيف الظواهر بطريقتين متعارضتين (أي البلاسيبو والنوسيبو)، ما يعطي انطباعًا خاطئًا بأن الدواء المعني قد أنتج ظاهرتين مختلفتين.